# Associazione Calcio Napoli 1927-1928
Questa voce raccoglie le informazioni riguardanti l'Associazione Calcio Napoli nelle competizioni ufficiali della stagione 1927-1928.

## Stagione
La stagione 1927-1928 fu la 2ª stagione del Napoli nel campionato italiano.
Il primo impatto del Napoli nel nuovo campionato italiano unificato aveva avuto esiti disarmanti, poiché aveva terminato il torneo all'ultimo posto con un solo punto conquistato in 18 partite. La Federazione decise di accordare una seconda chance alla rappresentanza meridionale nel massimo campionato, ripescando le società retrocesse e allargando il campionato a 22 squadre. Questa volta si vollero avere però garanzie che tali sodalizi fossero in grado di stare in piedi con le proprie gambe: per quanto riguardava il Napoli, il presidente uscente Giorgio Ascarelli diede ampie rassicurazioni su un deciso attivismo della società partenopea nel calciomercato estivo.
Tuttavia, sulla falsariga del precedente torneo, il Napoli disputò un girone d'andata disastroso, alla fine del quale era in zona retrocessione con soli 4 punti raccolti, grazie anche alla vittoria ottenuta alla 1ª di campionato contro la Reggiana (4-0), la prima vittoria ufficiale della storia azzurra. Nel girone di ritorno, il Napoli vinse gare importanti contro Pro Vercelli (2-0) e Genoa (2-1), arrivando terzultimo con 15 punti che non bastarono per evitare la retrocessione dato che, per far tornare il campionato a 20 squadre, la FIGC aveva stabilito che anche la terzultima dei due gironi sarebbe retrocessa per un totale di sei retrocessioni contro le quattro promozioni dalla serie inferiore. La retrocessione durò però solo due settimane: già il 18 marzo 1928, addirittura prima dell'inizio della Coppa CONI, un ennesimo stravolgimento della formula del campionato portò al ripescaggio di tutte le retrocesse tranne le due ultime in classifica (Verona e Reggiana):
(Deliberazione della FIGC riportato da La Stampa del 19 marzo 1928, p. 2.)
Il Napoli poté così disputare la Coppa CONI, torneo di consolazione per le escluse dalle Finali per lo scudetto, con la consapevolezza di disputare la Divisione Nazionale anche l'anno successivo, per l'ennesimo allargamento del Campionato che per la stagione successiva sarebbe stato a 24 squadre. La squadra si piazzò terza in un girone a sette squadre vinto dalla Roma (che poi si aggiudicò il trofeo).
A giugno il campionato venne allargato addirittura a 32 squadre, ripescando anche Verona e Reggiana e ammettendo alla Divisione Nazionale ulteriori sei squadre di Prima Divisione:
(Deliberazione della FIGC riportato da La Stampa del 29 giugno 1928, p. 5.)
In seguito alla fusione tra USM e Inter nell'Ambrosiana, che liberò un posto, venne ripescata la Fiumana per permettere anche alle squadre della Venezia Giulia di entrare in Divisione Nazionale.

## Divise
| Prima divisa | Divisa portiere |

## Organigramma societario
Area direttiva
- Presidente: Gustavo Zinzaro[12]

Area tecnica
- Allenatore: Jean Steiger poi Commissione Tecnica (Felice Scandone, Mario Argento e Giovanni Terrile) poi Ferenc Molnár

## Rosa
| N. |                   | Ruolo | Calciatore          |
| -- | ----------------- | ----- | ------------------- |
|    | Italia (bandiera) | P     | Vittorio Pelvi      |
|    | Italia (bandiera) | P     | Armando Favi        |
|    | Italia (bandiera) | D     | Paulo Innocenti     |
|    | Italia (bandiera) | D     | Giuseppe Pirandello |
|    | Italia (bandiera) | D     | Pino Ghisi          |
|    | Italia (bandiera) | C     | Letterio Catapano   |
|    | Italia (bandiera) | C     | Roberto Di Martino  |
|    | Italia (bandiera) | C     | Gontrano Innocenti  |
|    | Italia (bandiera) | C     | Biagio Zoccola      |

| N. |                   | Ruolo | Calciatore            |
| -- | ----------------- | ----- | --------------------- |
|    | Italia (bandiera) | C     | Oreste Tosini         |
|    | Italia (bandiera) | C     | Nicola Cassese        |
|    | Italia (bandiera) | C     | Vittorio Ramello      |
|    | Italia (bandiera) | A     | Attila Sallustro      |
|    | Italia (bandiera) | A     | Mario Costa           |
|    | Italia (bandiera) | A     | Ernesto Ghisi         |
|    | Italia (bandiera) | A     | Domenico Gariglio     |
|    | Italia (bandiera) | A     | Corrado Gariglio (II) |

## Calciomercato
| Acquisti | Acquisti           | Acquisti       | Acquisti   |
| R.       | Nome               | da             | Modalità   |
| -------- | ------------------ | -------------- | ---------- |
| D        | Pino Ghisi         | Fortitudo Roma | definitivo |
| D        | Gontrano Innocenti | Livorno        | definitivo |
| C        | Nicola Cassese     | Bagnolese      | definitivo |
| C        | Corrado Gariglio   | Alessandria    | definitivo |
| C        | Oreste Tosini      | Alessandria    | definitivo |
| C        | Biagio Zoccola     | Bari           | definitivo |

| Cessioni | Cessioni       | Cessioni  | Cessioni   |
| R.       | Nome           | a         | Modalità   |
| -------- | -------------- | --------- | ---------- |
| A        | Giulio Bobbio  | Savoia    | definitivo |
| A        | Osvaldo Sacchi | Scafatese | definitivo |

## Risultati

### Divisione Nazionale - girone A

#### Girone di andata
| Arbitro: | Mangano (Milano) |

|                                                |           |  |
| Tosini 55’, 57’ G. Innocenti 61’ Sallustro 83’ | Marcatori |  |

| Arbitro: | Osti (Ferrara) |

|                                                |           |               |
| Torriani 15’, 52’, 64’ Aigotti 70’ Pastore 83’ | Marcatori | 41’ Sallustro |

| Arbitro: | Garbieri (Genova) |

|                                                             |           |  |
| Bonizzoni 23’ Musoni 25’ Moroni 31’ Cabrini 46’ Ranelli 66’ | Marcatori |  |

| Arbitro: | A.Gama (Milano) |

|  |           |                                       |
|  | Marcatori | 27’, 75’ B. Frisoni 36’, 69’ Giuliani |

| Arbitro: | Beretta (Novi Ligure) |

|                          |           |            |
| Vecchina 35’ (rig.), 72’ | Marcatori | 78’ Tosini |

| Napoli 13 novembre 1927 6ª giornata | Napoli        | 0 – 0 | Lazio | Stadio Militare dell'Arenaccia\| Arbitro: \| Dani (Genova) \| |
| Arbitro:                            | Dani (Genova) |       |       |                                                               |

| Arbitro: | Rovida (Milano) |

|            |           |            |
| Lepora 16’ | Marcatori | 14’ Tosini |

| 27 novembre 1927 8ª giornata |  | – Turno di riposo del Napoli |  |  |

| Arbitro: | Casetta (Milano) |

|                                                                                                  |           |              |
| Lauro 13’ Chierico 19’, 56’ Banchero 27’, 39’, 54’ Cattaneo 29’, 31’, 72’ Ferrari 50’ Avalle 88’ | Marcatori | 15’ E. Ghisi |

| Arbitro: | Scarpi (Dolo) |

|                             |           |  |
| Catto 50’ Levratto 52’, 80’ | Marcatori |  |

| Arbitro: | Osti (Ferrara) |

|  |           |               |
|  | Marcatori | 20’ Libonatti |

#### Girone di ritorno
| Arbitro: | Sguerso (Savona) |

|                              |           |                               |
| S. Ferrari 40’ Bolognesi 73’ | Marcatori | 33’ C. Gariglio 63’ Sallustro |

| Arbitro: | R. Barlassina (Novara) |

|               |           |                           |
| Sallustro 40’ | Marcatori | 11’ Aigotti 30’ Ostromann |

| Arbitro: | Malagodi (Ferrara) |

|                                                  |           |             |
| G. Innocenti 60’ (rig.) Sallustro 77’ Tosini 78’ | Marcatori | 16’ Ranelli |

| Arbitro: | Malagodi (Ferrara) |

|                           |           |  |
| Prosperi 85’ Barbieri 89’ | Marcatori |  |

| Arbitro: | Medica (Bologna) |

|                   |           |                         |
| E. Ghisi 56’, 86’ | Marcatori | 40’ G. Monti 48’ Serdoz |

| Arbitro: | U. Gama (Milano) |

|  |           |                               |
|  | Marcatori | 34’ E. Ghisi 51’ G. Innocenti |

| Arbitro: | Scarpi (Dolo) |

|                          |           |  |
| E. Ghisi 31’ Zoccola 47’ | Marcatori |  |

| 27 novembre 1927 19ª giornata |  | – Turno di riposo del Napoli |  |  |

| Arbitro: | Turbiani (Ferrara) |

|             |           |            |
| E. Ghisi 7’ | Marcatori | 54’ Avalle |

| Arbitro: | Mattea (Casale Monf.) |

|                |           |         |
| E. Ghisi Costa | Marcatori | Puerari |

| Arbitro: | U.Gama (Milano) |

| |           |  |
| Baloncieri 28’, 36’, 83’ Libonatti 35’, 48’, 60’, 62’ G. Rossetti 51’, 58’ F. Monti 79’ Vezzani 88’ | Marcatori |  |

### Coppa CONI
Il torneo era formato da 7 squadre, quindi ogni turno prevedeva 3 incontri mentre 1 squadra riposava. Il Napoli riposò alla 7ª e alla 14ª giornata.

#### Girone di andata
| Arbitro: | Malagodi (Ferrara) |

|                           |           |                                |
| Roggia 27’ Meneghetti 35’ | Marcatori | 55’ G. Innocenti 80’ Sallustro |

| Arbitro: | Osti (Ferrara) |

|                                   |           |                 |
| Fasanelli 34’, 69’, 74’ Cappa 42’ | Marcatori | 8’ G. Innocenti |

| Arbitro: | Gamberini (Bologna) |

|                                              |           |                    |
| G. Innocenti 11’ Costa 23’ E. Ghisi 25’, 89’ | Marcatori | 15’, 88’ Reguzzoni |

| Arbitro: | Squarza (Reggio Emilia) |

|                       |           |  |
| E. Frisoni 40’ (rig.) | Marcatori |  |

| Arbitro: | Magliulo (Livorno) |

|                                                       |           |  |
| Sallustro 37’, 38’ Tosini 44’ G. Innocenti 57’ (rig.) | Marcatori |  |

| Arbitro: | Bellini (Padova) |

|                               |           |                                    |
| D. Gariglio 17’ Sallustro 42’ | Marcatori | 7’, 42’ Dalle Vedove 88’ Corsanini |

| 22 maggio 1928 7ª giornata |  | – Turno di riposo del Napoli |  |  |

#### Girone di ritorno
| Napoli 20 maggio 1928 8ª giornata | Napoli          | 0 – 0 | Novara | Campo dell'Ilva\| Arbitro: \| Serra (Bologna) \| |
| Arbitro:                          | Serra (Bologna) |       |        |                                                  |

| Arbitro: | U.Gama (Milano) |

|                          |           |  |
| E. Ghisi 10’ Zoccola 53’ | Marcatori |  |

| Arbitro: | Bellini (Padova) |

|                                                           |           |                                                |
| Reguzzoni 37’ Crosta 66’ Fizzotti 75’ (rig.) Tognazzi 90’ | Marcatori | 5’ (rig.), 16’ (rig.), 53’ (rig.) G. Innocenti |

| Arbitro: | Giulini (Milano) |

|                                                |           |                                  |
| Ramello 23’ E. Ghisi 25’, 50’ G. Innocenti 88’ | Marcatori | 49’ Barbieri 90’ (rig.) Giuliani |

| Arbitro: | Guarnieri (Milano) |

|             |           |                                                       |
| Ravasio 74’ | Marcatori | 8’ E. Ghisi 11’ Ramello 35’ G. Innocenti 59’ P. Ghisi |

| Cremona 15 luglio 1928 13ª giornata | Cremonese | 0 – 2 | Napoli | Stadio Giovanni Zini |

| 8 luglio 1928 14ª giornata |  | – Turno di riposo del Napoli |  |  |

## Statistiche

### Statistiche di squadra
| Competizione        | Punti | In casa | In casa | In casa | In casa | In casa | In casa | In trasferta | In trasferta | In trasferta | In trasferta | In trasferta | In trasferta | Totale | Totale | Totale | Totale | Totale | Totale | DR  |
| Competizione        | Punti | G       | V       | N       | P       | Gf      | Gs      | G            | V            | N            | P            | Gf           | Gs           | G      | V      | N      | P      | Gf     | Gs     | DR  |
| ------------------- | ----- | ------- | ------- | ------- | ------- | ------- | ------- | ------------ | ------------ | ------------ | ------------ | ------------ | ------------ | ------ | ------ | ------ | ------ | ------ | ------ | --- |
| Divisione Nazionale | 15    | 10      | 4       | 3       | 3       | 15      | 12      | 10           | 1            | 2            | 7            | 8            | 42           | 20     | 5      | 5      | 10     | 23     | 54     | -31 |
| Coppa CONI          | 14    | 6       | 4       | 1       | 1       | 16      | 7       | 6            | 2            | 1            | 3            | 12           | 12           | 12     | 6      | 2      | 4      | 28     | 19     | +9  |
| Totale              | 29    | 16      | 8       | 4       | 4       | 31      | 19      | 16           | 3            | 3            | 10           | 20           | 54           | 32     | 11     | 7      | 14     | 51     | 73     | -19 |

### Statistiche dei giocatori
| Giocatore        | Divisione Nazionale | Divisione Nazionale | Coppa CONI | Coppa CONI | Totale   | Totale |
| Giocatore        | Presenze            | Reti                | Presenze   | Reti       | Presenze | Reti   |
| ---------------- | ------------------- | ------------------- | ---------- | ---------- | -------- | ------ |
| N. Cassese       | 10                  | 0                   | 9          | 0          | 19       | 0      |
| L. Catapano      | 11                  | 0                   | 4          | 0          | 15       | 0      |
| M. Costa         | 16                  | 1                   | 7          | 1          | 23       | 2      |
| R. Di Martino    | 8                   | 0                   | 6          | 0          | 14       | 0      |
| A. Favi          | ?                   | ?                   | 2          | -3         | 2+       | -3+    |
| D. Gariglio (I)  | 15                  | 0                   | 9          | 1          | 24       | 1      |
| C. Gariglio (II) | 10                  | 1                   | 9          | 0          | 19       | 1      |
| E. Ghisi         | 15                  | 6                   | 9          | 6          | 24       | 12     |
| P. Ghisi         | 18                  | 1                   | 11         | 1          | 29       | 2      |
| G. Innocenti     | 19                  | 2                   | 11         | 9          | 30       | 11     |
| P. Innocenti     | 18                  | 0                   | 11         | 0          | 29       | 0      |
| V. Pelvi         | 20                  | -54                 | 9          | -16        | 29       | -70    |
| G. Pirandello    | 13                  | 0                   | 0          | 0          | 13       | 0      |
| V. Ramello       | ?                   | ?                   | 11         | 2          | 11+      | 2+     |
| A. Sallustro     | 10                  | 5                   | 6          | 4          | 16       | 9      |
| O. Tosini        | 18                  | 5                   | 1          | 1          | 19       | 6      |
| B. Zoccola       | 18                  | 1                   | 6          | 1          | 24       | 2      |